# Koichi Fukuda
Koichi Fukuda (Osaka, 1975) è un chitarrista e tastierista giapponese, membro dal 1994 al 2000 e poi nuovamente dal 2005 fino al 2010 del gruppo musicale industrial metal Static-X.

## Biografia
Era presente quando gli Static-X pubblicarono l'album d'esordio Wisconsin Death Trip, ma lasciò il gruppo nel 2001 (poco prima che pubblicassero il secondo album Machine) per motivi personali ma contribuendo alle registrazioni degli album successivi come tastierista.
Nel periodo di pausa dagli Static-X, Fukuda fondò i Revolve. Ispirandosi ai Pink Floyd e ai Tool, il gruppo ottenne un gran successo a livello locale e fecero una serie di concerti nelle zone di Los Angeles. Inoltre pubblicarono numerosi demo disponibili gratuitamente nel loro sito e un EP contenente alcuni rifacimenti delle demo pubblicate in precedenza, oltre ad altri brani inediti.

Nel 2005, in seguito all'arresto del chitarrista Tripp Eisen, Fukuda ritornò negli Static-X e partecipò nelle sessioni conclusive delle registrazioni di Start a War. Sul suo ritorno, il frontman del gruppo Wayne Static disse: 
Con il ritorno di Fukuda nel gruppo, gli Static-X pubblicarono i due album in studio Cannibal (2007) e Cult of Static (2009), oltre all'album dal vivo Cannibal Killers Live (2008).
Il 10 febbraio 2010 Koichi entrò nei Drugstore Fanatics mentre gli Static-X decisero di «prendersi una pausa».
L'11 luglio 2015 è stata annunciata la sua entrata nel gruppo alternative rock Bellusira.

## Strumentazione
- ESP[6] e Ibanez[7]
- Seymour Duncan Distortion e Custom bridge pickups.
- Hughes & Kettner Switchblade heads.
- BOSS GS-10 effects unit.
- Electro-Voice digital wireless system.